# Ciutadella de Câlnic

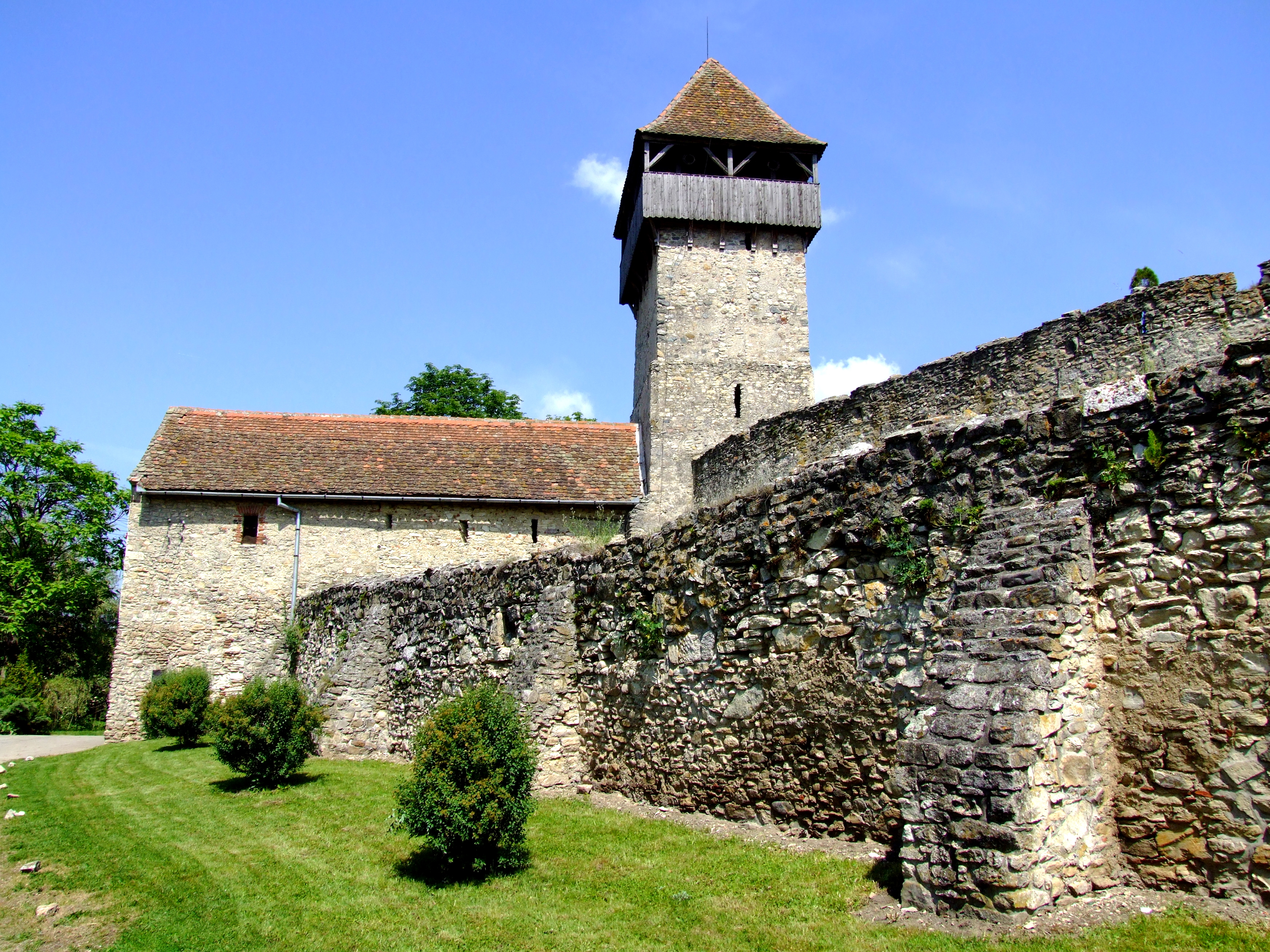
Ciutadella Câlnic

La ciutadella de Câlnic (en romanès: Cetatea Câlnic; en alemany: Burg Kelling) és una ciutadella situada a Câlnic, al comtat d'Alba, a la regió de Transsilvània de Romania. Va ser construït per un noble la família del qual la va vendre posteriorment a la comunitat saxona transsilvana alemanya local en un moment en què la zona pertanyia al Regne d'Hongria.
En aquell temps, les ciutadelles s'utilitzaven amb finalitats defensives, les parets eren dobles i abastaven una torre residencial, magatzems i una capella catòlica romana que es va convertir en luterana després de la reforma protestant. Juntament amb el poble dels voltants, la ciutadella forma part del conjunt de pobles amb esglésies fortificades a Transsilvània, Patrimoni de la Humanitat per la UNESCO.

## Descripció

### Antecedents i construcció
La invasió mongola de 1241 va provocar un augment de la construcció militar a Transsilvània, amb defenses de fusta i terra abandonades a favor de la pedra, reunides amb pressa i sense molta atenció inicial als detalls artístics. A Câlnic, la ciutadella va començar com una residència per a un Graf (comte), un dels darrers que es va construir a Transsilvània. Cap al 1270, el noble Chyl de Kelling, la família del qual va donar el nom alemany al poble, va construir una torre per a la seva residència. La forta estructura paral·lelepípede, amb planta baixa i tres plantes per a la superfície habitable, es va conèixer com la torre de Siegfried. Els freqüents atacs otomans van fer que la fortalesa es fortifiqués amb un nivell defensiu i estigués envoltada per una enorme muralla. El recinte oval al voltant de la torre tenia una torre de guàrdia al sud i una torre de portes al nord. L'estructura estava envoltada per un fossat ple d'aigua, amb accés només per pont llevadís. Els nobles propietaris mai van anar molt bé amb els notables locals i, el 1430, el Graf final va vendre la ciutadella als vilatans i es va allunyar.

Un cop la comunitat saxona va prendre la propietat, la van ampliar construint una segona muralla de fortificació i una torre a la part sud, utilitzant l'estructura per refugiar-se durant les incursions otomanes. A l'interior es van construir magatzems i estances per resistir els setges; aquests no han sobreviscut. Després d'acabar la segona muralla al segle xvi, es van afegir dos nivells a la torre (que arribava als 20 m d'alçada) perquè els defensors poguessin disparar armes fora del recinte de la muralla. A la fi del segle xv, es va construir una petita capella de tipus església amb absis per al fort on es trobava un edifici sagrat anterior en ruïnes. L'interior de la capella presenta fragments al fresc de principis del segle XVI. El seu costat occidental té una plataforma de fusta decorada amb panells pintats el 1733 en un estil floral, renaixentista i popular. A mitjans del segle xvi, es va omplir el fossat i es va substituir el pont llevadís per una casa de portes equipada amb un portcullis. Els otomans van destruir el poble el 1658, però no van aconseguir prendre la ciutadella. 

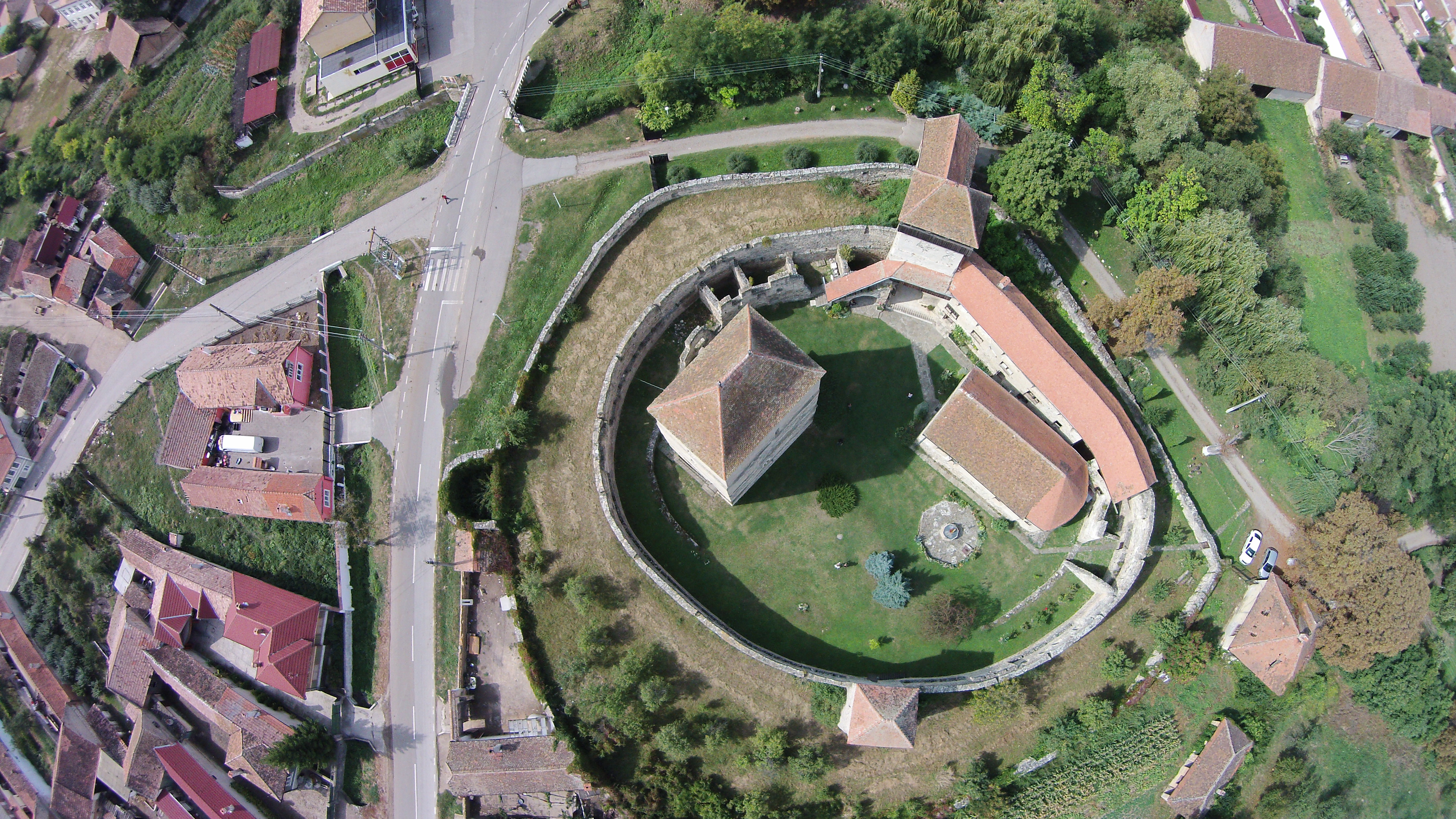
Vista aèria de la ciutadella

### Entorn i reconeixement
Les obres de restauració es van realitzar entre el 1961 i el 1964. Des de 1995, el lloc ha estat administrat per una fundació de la Universitat Babeș-Bolyai a Cluj-Napoca. La torre acull un museu que detalla l'estil de vida i les tradicions dels saxons locals, mentre que la capella acull conferències. A prop hi ha una antiga casa parroquial luterana construïda al segle xvi i ampliada el 1779; més enllà hi ha una església sobre un turó, envoltada d'un cementiri. Els vilatans van construir l'església al segle xv, tot i que va ser molt alterada al segle xix i ara té un estil de revival gòtic. Els seus dos sagraris i el portal de la sagristia són elements gòtics originals tallats, mentre que dos púlpits barrocs són de la segona part del segle xviii.
El 1999, Câlnic, juntament amb cinc llocs més, es va afegir al ja llistat Biertan per formar els pobles amb esglésies fortificades a Transsilvània, Patrimoni de la Humanitat per la UNESCO. A més, la ciutadella està catalogada com a monument històric pel Ministeri de Cultura i Afers Religiosos de Romania, considerats monuments separats següents: la torre, la capella, el mur interior, el mur exterior, l'església i la casa parroquial.

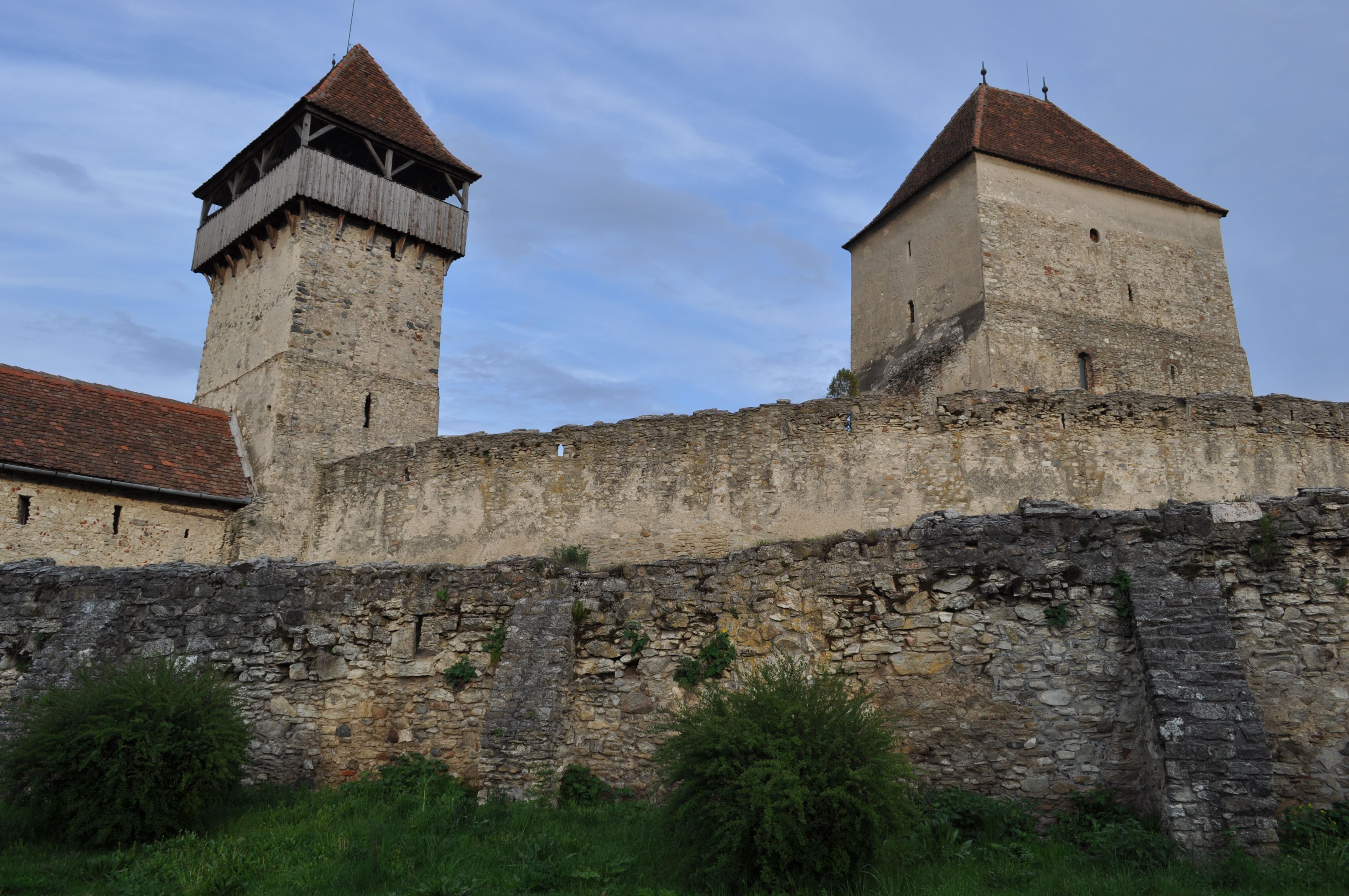
Parets dobles, exteriors
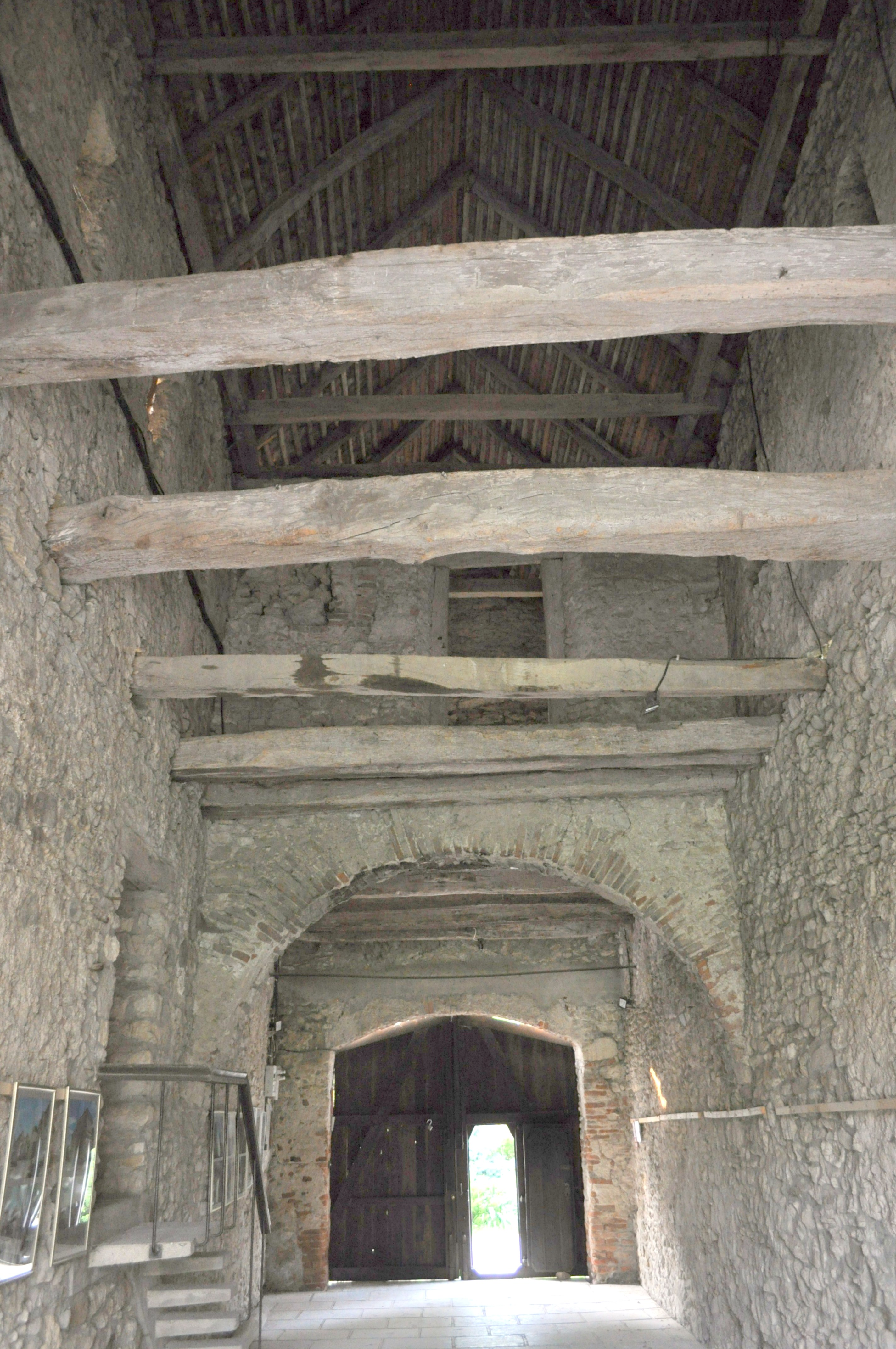
Camí cap a l'interior sota la barbacana
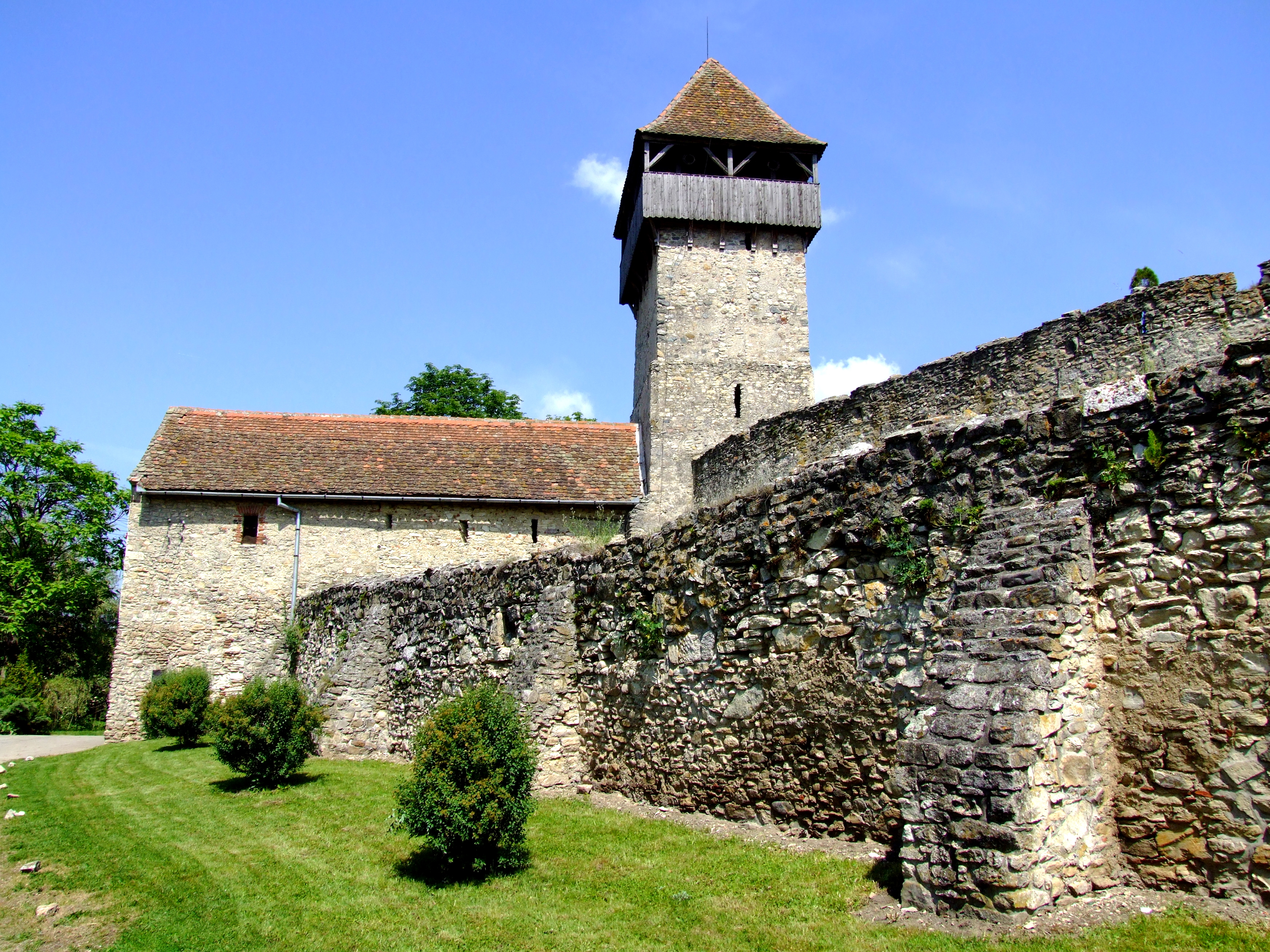
Parets des de l'interior
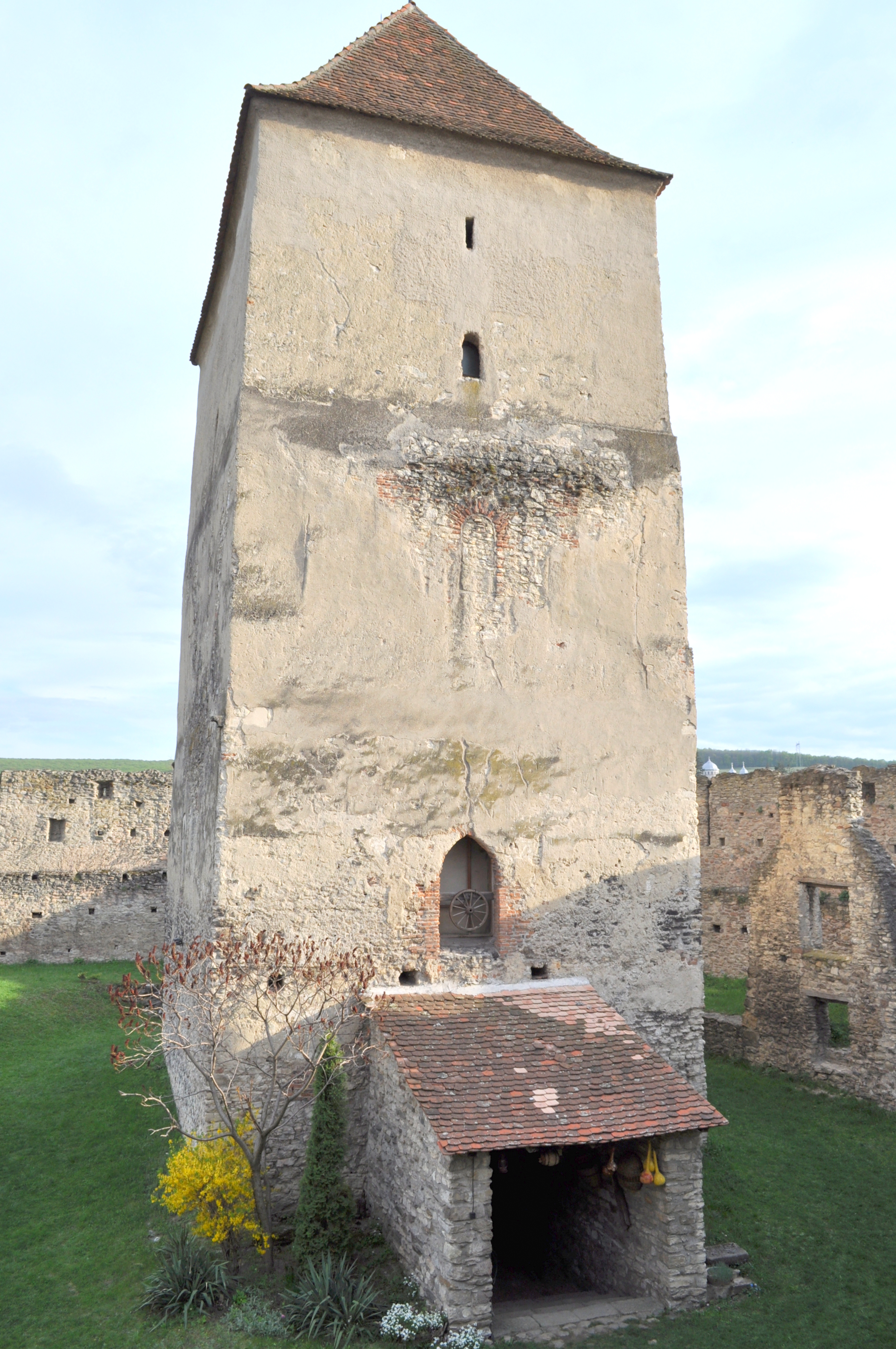
Torre d'en Siegfried
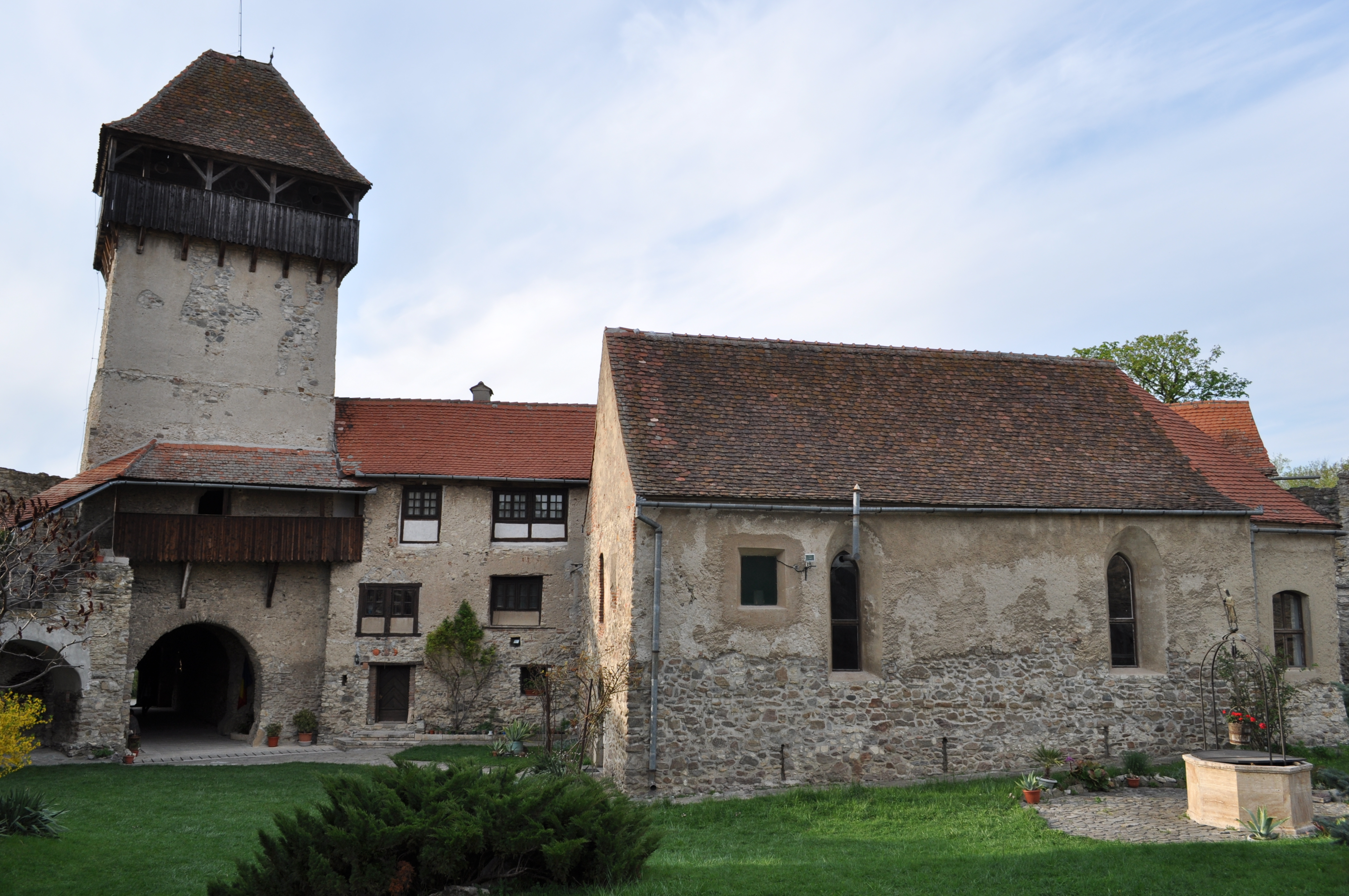
Pati
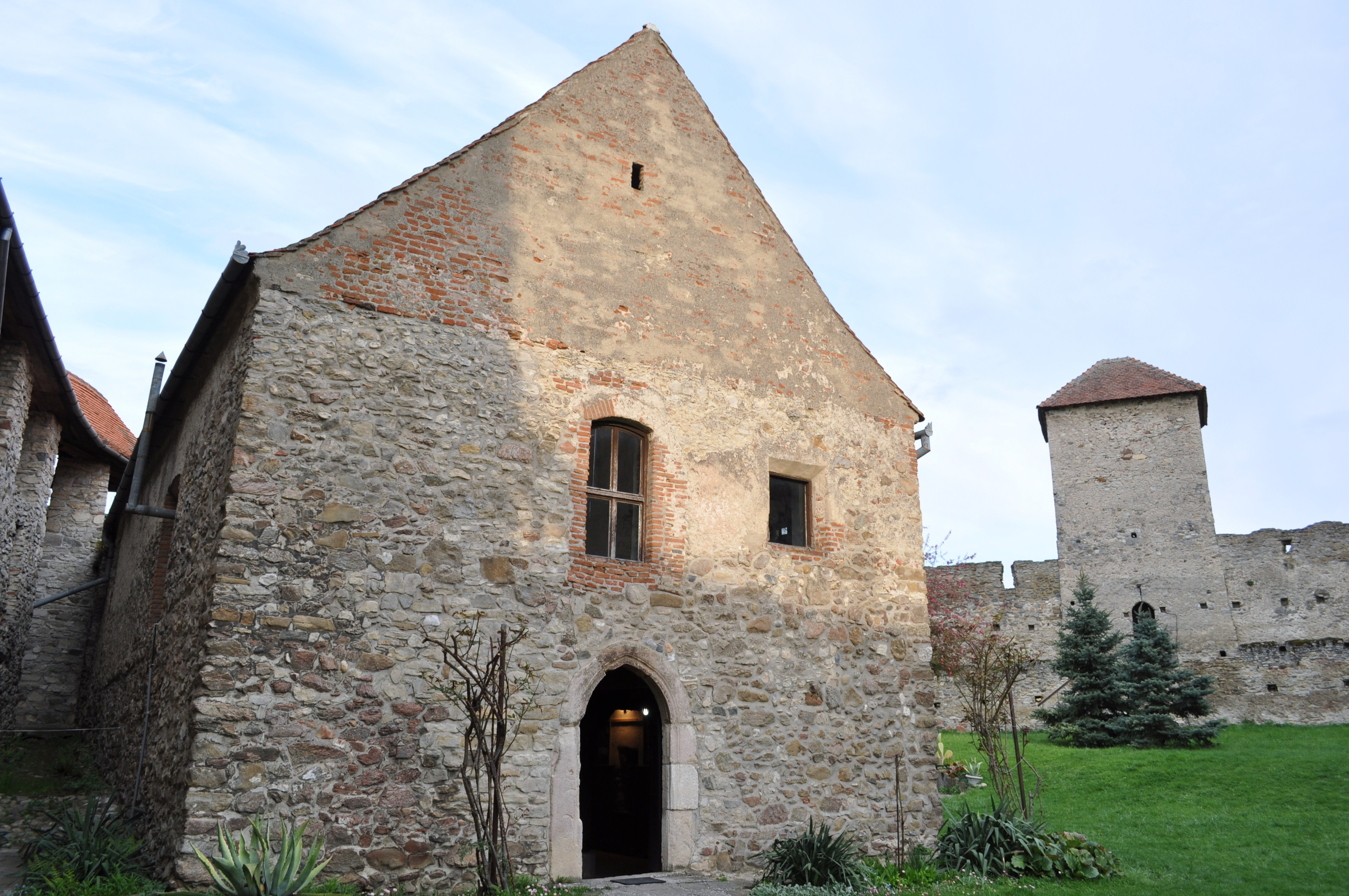
Capella
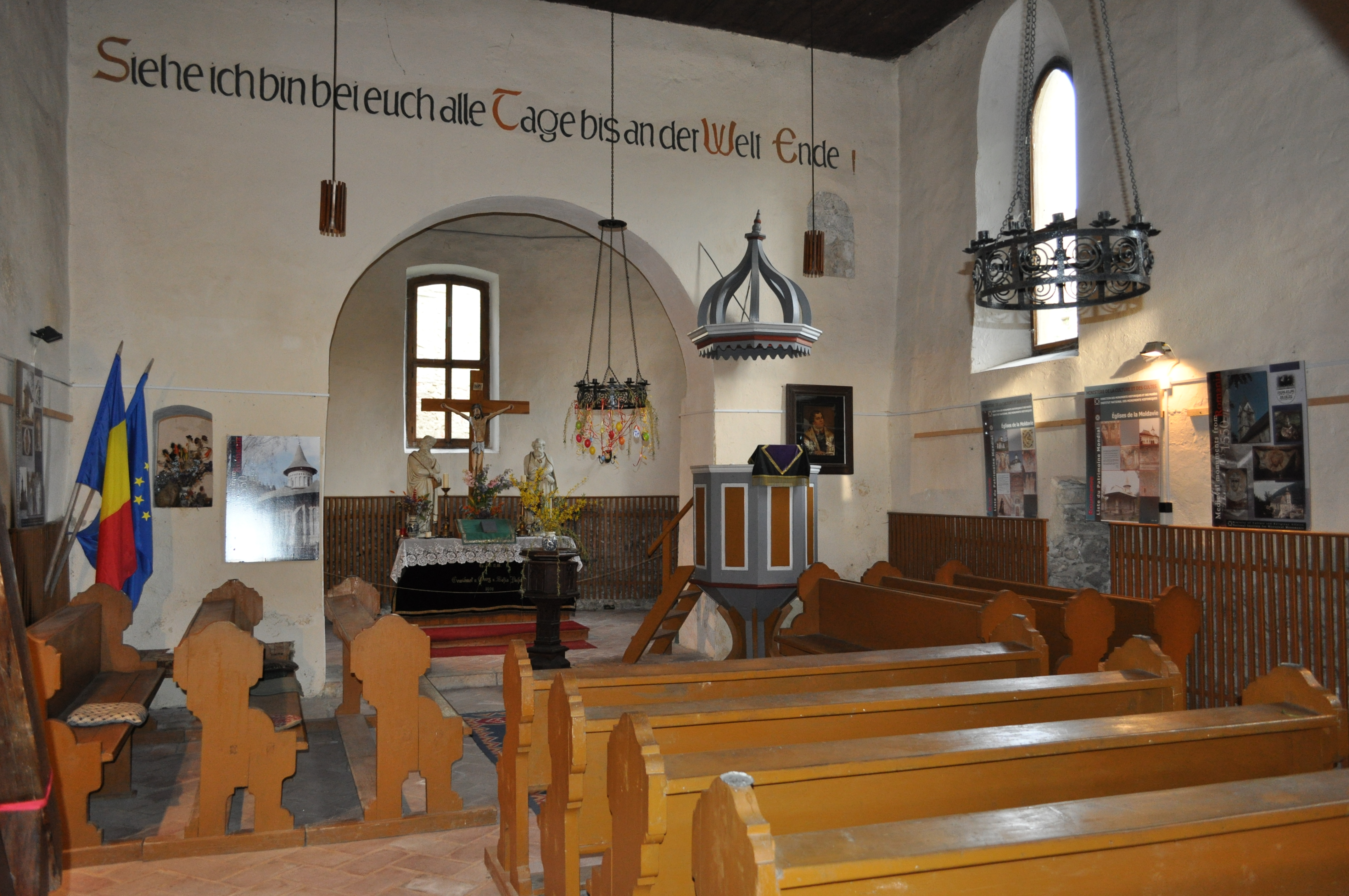
Interior de la capella
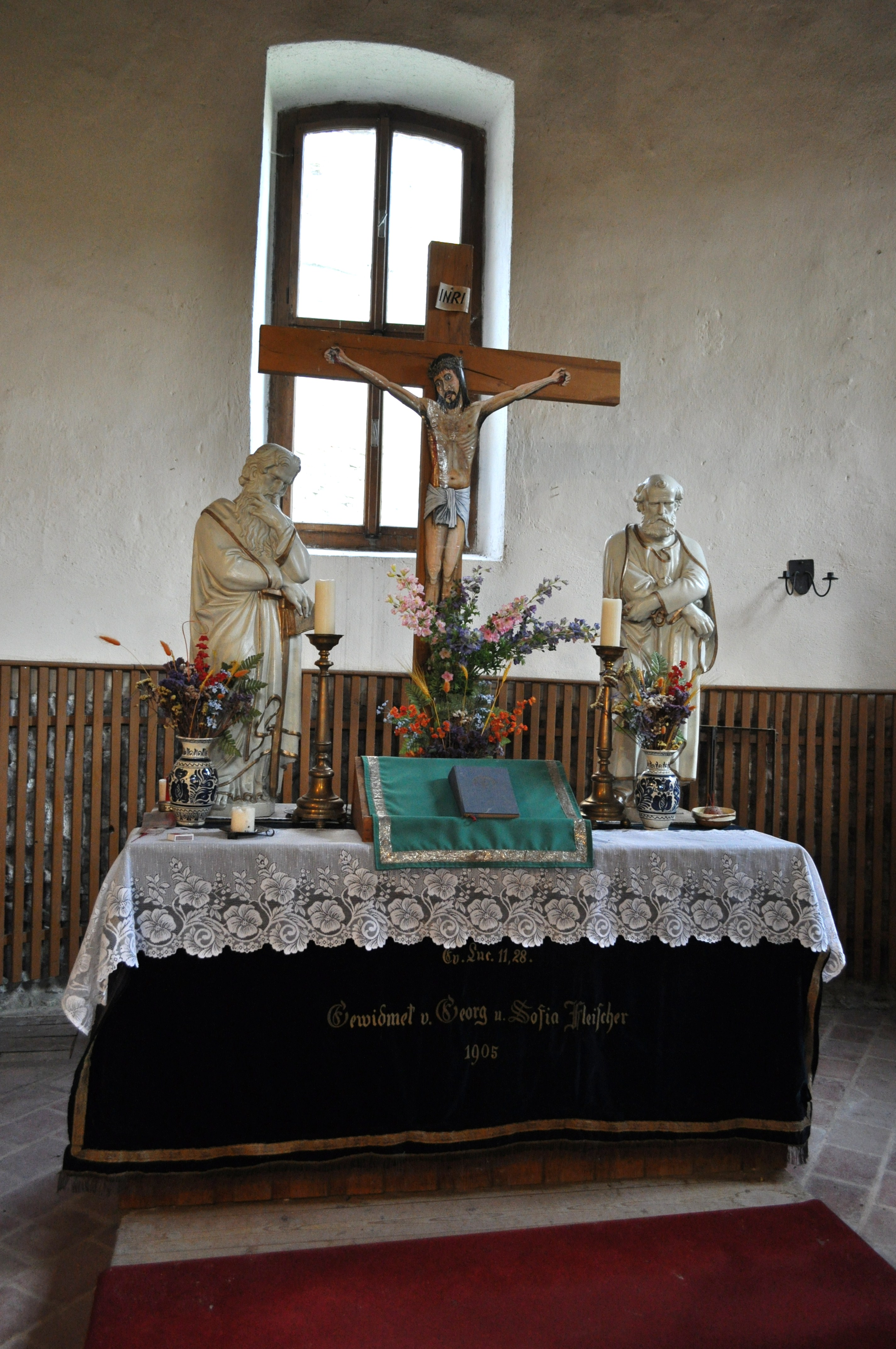
Altar
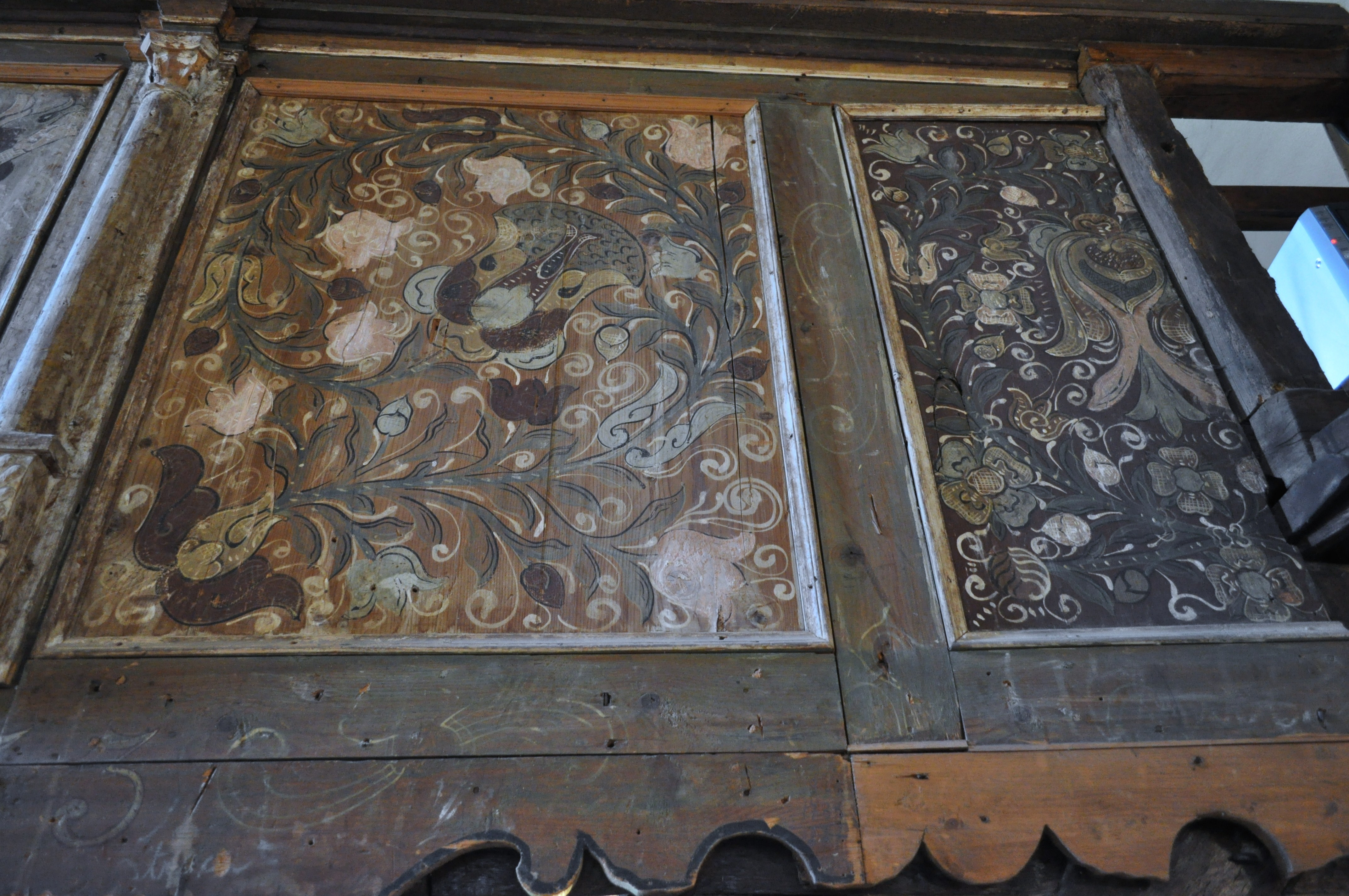
Decoració floral a capella
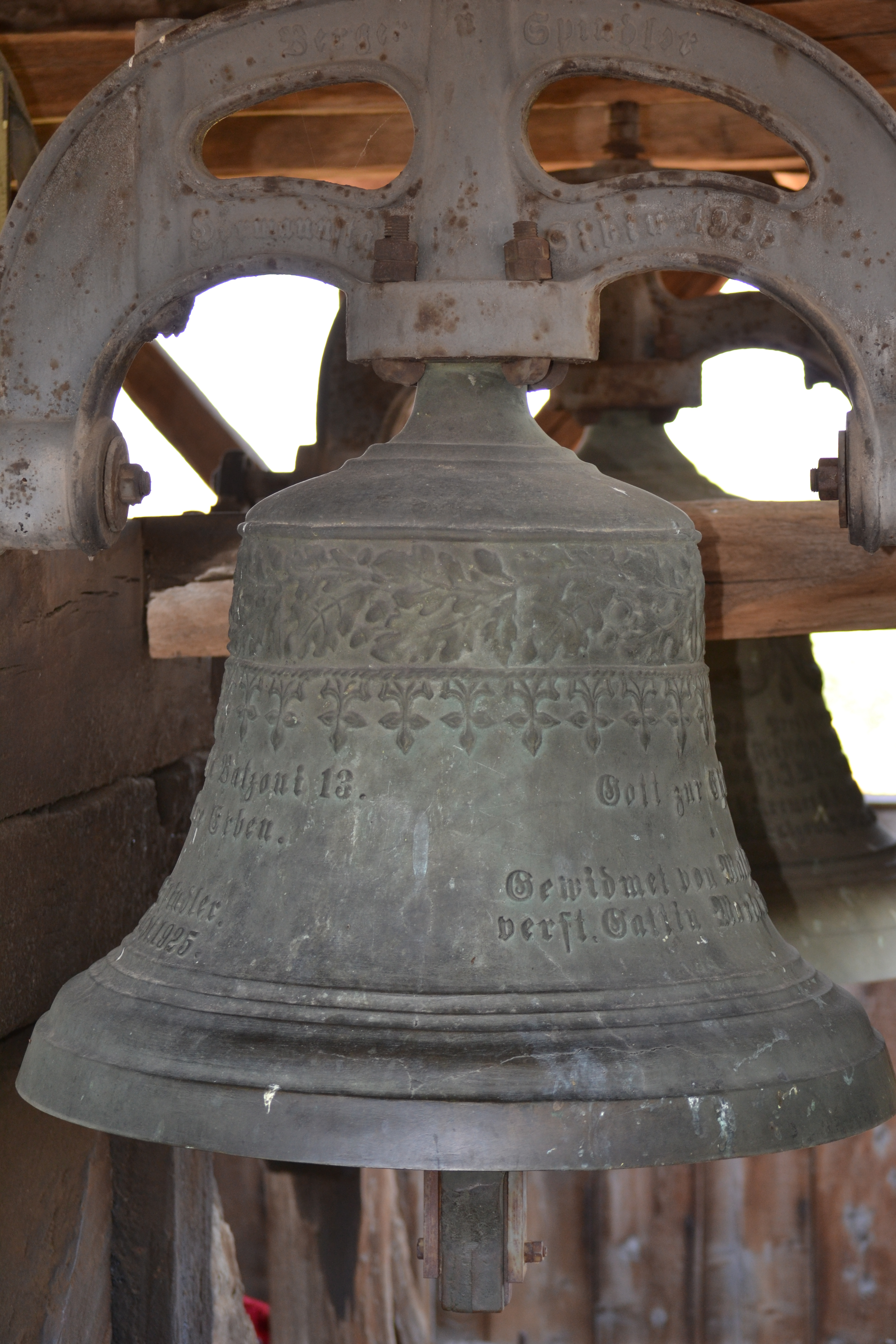
Campanes
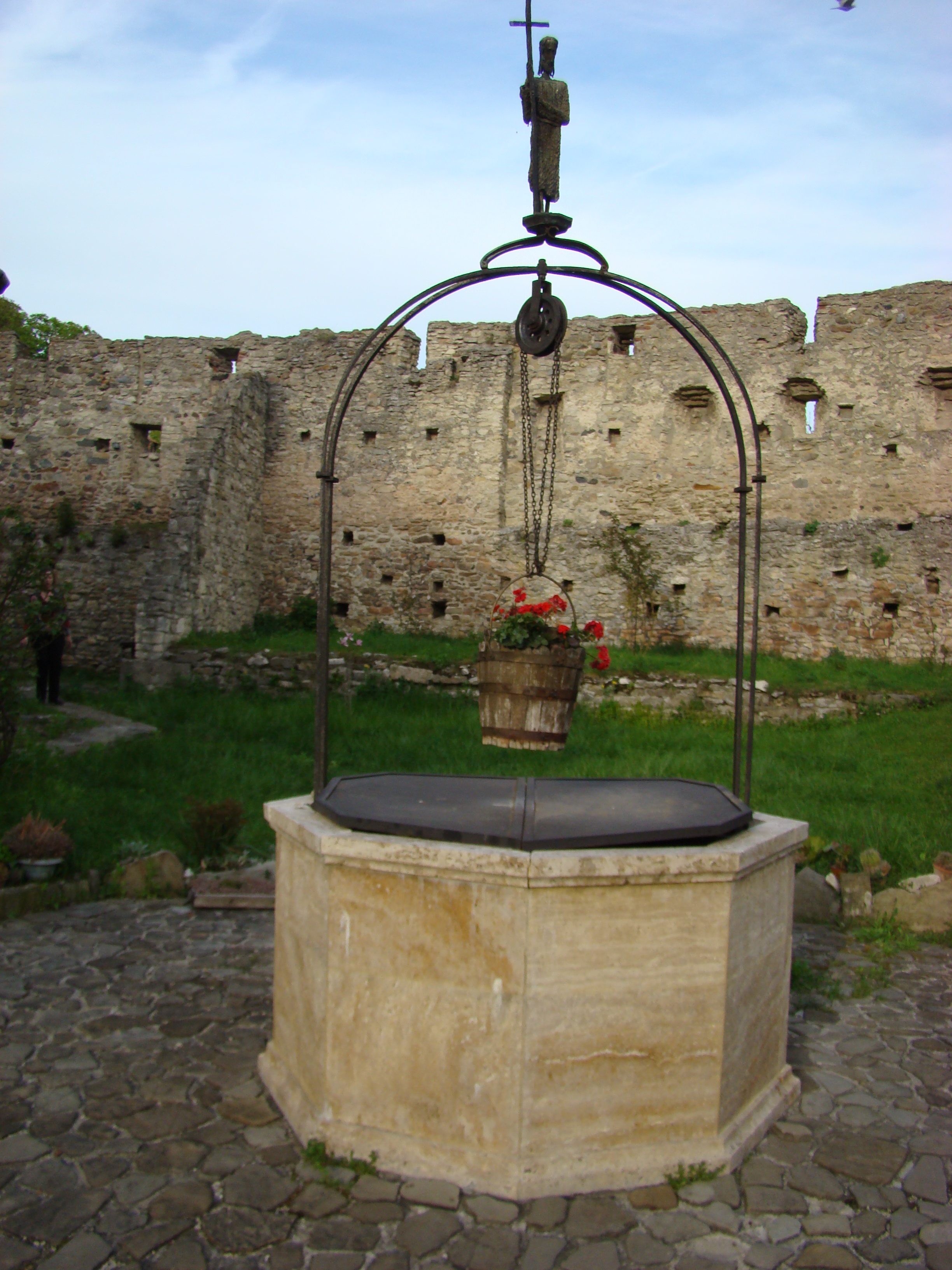
Pou
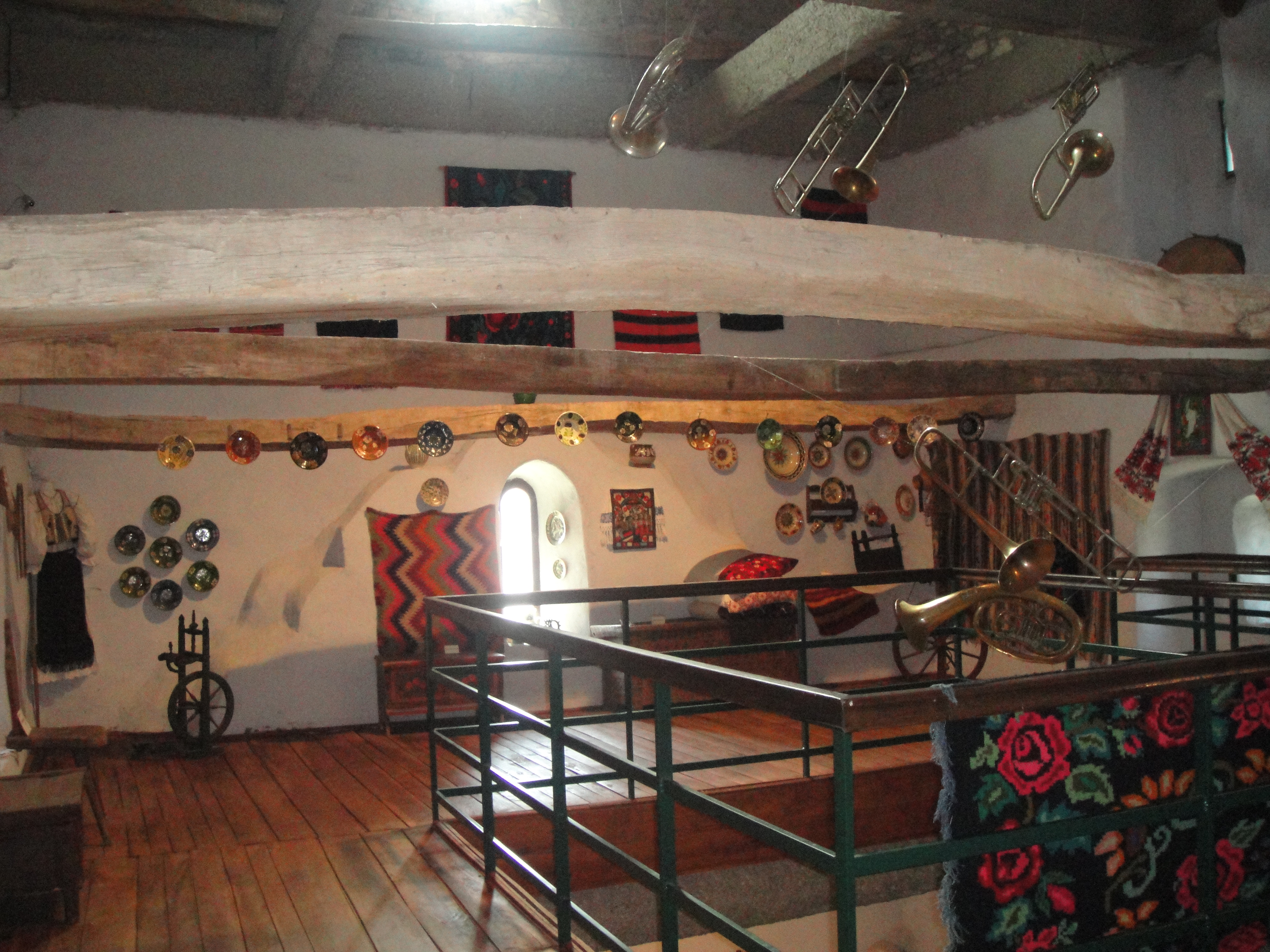
Sala del museu